# Noticed
Noticed è un singolo del rapper statunitense Lil Mosey, pubblicato il 13 luglio 2018 come primo estratto dal primo album in studio Northsbest.

## Video musicale
Il video musicale, diretto da Cole Bennett, è stato reso disponibile il 20 luglio 2018.

## Tracce
Testi e musiche di Lathan Echols e Royce David Pearson.
1. Noticed – 2:45

## Formazione
- Lil Mosey – voce
- Royce David – produzione, missaggio

## Classifiche
| Classifica (2018) | Posizione massima |
| ----------------- | ----------------- |
| Belgio (Fiandre)  | 87                |
| Canada            | 50                |
| Grecia            | 43                |
| Irlanda           | 67                |
| Lettonia          | 39                |
| Lituania          | 31                |
| Portogallo        | 67                |
| Repubblica Ceca   | 81                |
| Slovacchia        | 70                |
| Stati Uniti       | 80                |